# Applied Radiochemistry
Applied Radiochemistry foi um coleção fundamental de aulas do químico alemão Otto Hahn publicada em inglês em 1936 pela Cornell University Press (Ithaca, Nova Iorque) e simultaneamente pela Oxford University Press (Londres). Editada por H. Milford, com 278 páginas, o volume apresenta o conteúdo de um grupo de aulas apresentadas por Hahn entre março e junho de 1933, quando foi um lecturer de química da Universidade Cornell.
O trabalho foi citado pelo laureado com o Prêmio Nobel de Química Glenn Theodore Seaborg como uma influência maior sobre seu trabalho inicial em radioquímica.